# Bulbul penisului
Bulbul penisului sau bulbul uretral este porțiunea de la baza crestelor corpilor cavernoși ai penisului ce se prezintă ca o ușoară extindere a rădăcinii penisului spre simfiza pubiană, ce a fost denumită de către anatomistul german Georg Ludwig Kobelt (1804 - 1857).
Bulbul este omolog cu bulbii vestibulari la femeie. 

## Imagini suplimentare

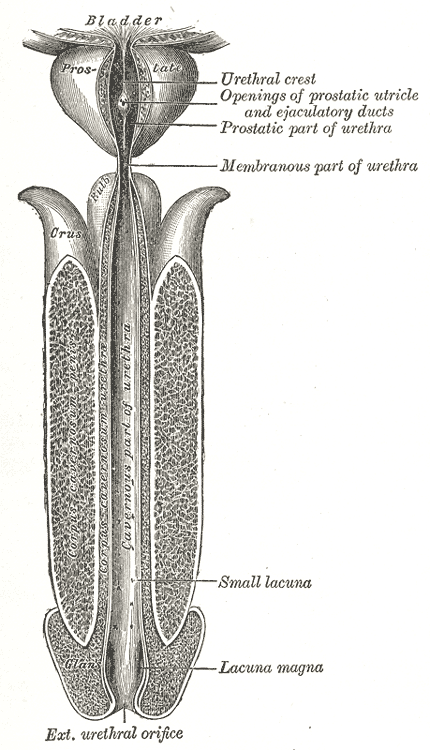
Uretra masculină.
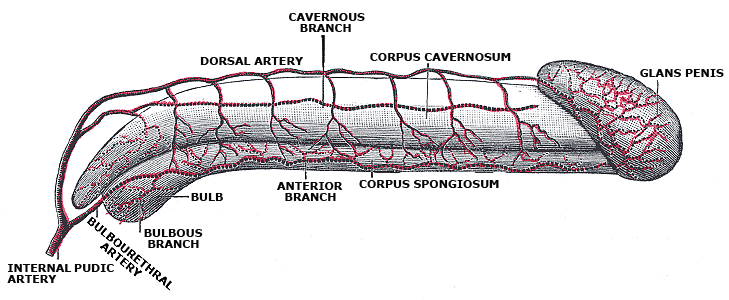
Diagrama arterelor penisului.